# Чоловічий сезон: Оксамитова революція
«Чоловічий сезон: Оксамитова революція» — кінофільм режисера Олега Степченка, що вийшов на екрани в 2005 році.
З 5 лютого 2015 року рішенням Держкіно фільм заборонений до показу та поширення в Україні.

## Зміст
Фільм, дія якого відбувається в обох півкулях земної кулі за участю президентів, босів наркокартелів, агентів держбезпеки і могутніх секретних організацій, починається з шокуючого, але цілком домашнього розбирання. Рядовий наркобарон за допомогою ключки для гольфу виховує свого підручного, вся вина якого полягає в тому, що його мобільний телефон вилучив, причому незаконно, один понад міру працелюбний агент держбезпеки. Усвідомлюючи несумірність покарання і ступеня своєї вини, знівечений гангстер першим з героїв фільму задається питанням: що ми знаємо про світ, в якому живемо? Але поміркувати про це йому вже не доведеться. Шукати відповідь на це питання мимовільно доведеться тому самому агенту, який спокусився на чужу власність, не особливо замислюючись про те, що мобільний телефон може бути небезпечніше атомної бомби. Швидкість наступних подій не поступається їх захопливості. Шифри, розгадки, переслідування, нові трупи. Таємниця неабияка: розкриття її руйнуватиме всі уявлення сучасної людини про те, для чого може робитися міжнародна політика.

## Ролі
| Актор                 | Роль |
| --------------------- | ---- |
| Олексій Кравченко     | -    |
| Олександр Карпов      | -    |
| Михайло Горевий       | -    |
| Василь Ліванов        | -    |
| Арніс Ліцитіс         | -    |
| Роман Радов           | -    |
| Олег Тактаров         | -    |
| Вікторія Толстоганова | -    |
| Анна Чуріна           | -    |
| Анна Чіповська        | -    |
| Олексій Петрухін      | -    |

## Знімальна група
- Режисер — Олег Степченко
- Сценарист — Олег Степченко, Олександр Карпов
- Продюсер — Олег Люба
- Композитор — Антон Гарсія

## Заборона в Україні
5 лютого 2015 року Держкіно на підставі рекомендацій Експертної комісії з питань розповсюдження і демонстрування фільмів заборонило 20 фільмів виробництва Російської Федерації, серед яких і фільм «Чоловічий сезон: Оксамитова революція». Перегляд фільмів відбувся на прохання ТРК «Студія 1+1», яка звернулася до Держкіно аби та надала експертну оцінку переліку серіалів і фільмів російського виробництва з метою підтримання власної ініціативи щодо відмови від показу фільмів та серіалів про російських військових, поліцію тощо.